# 奧塔瓦河

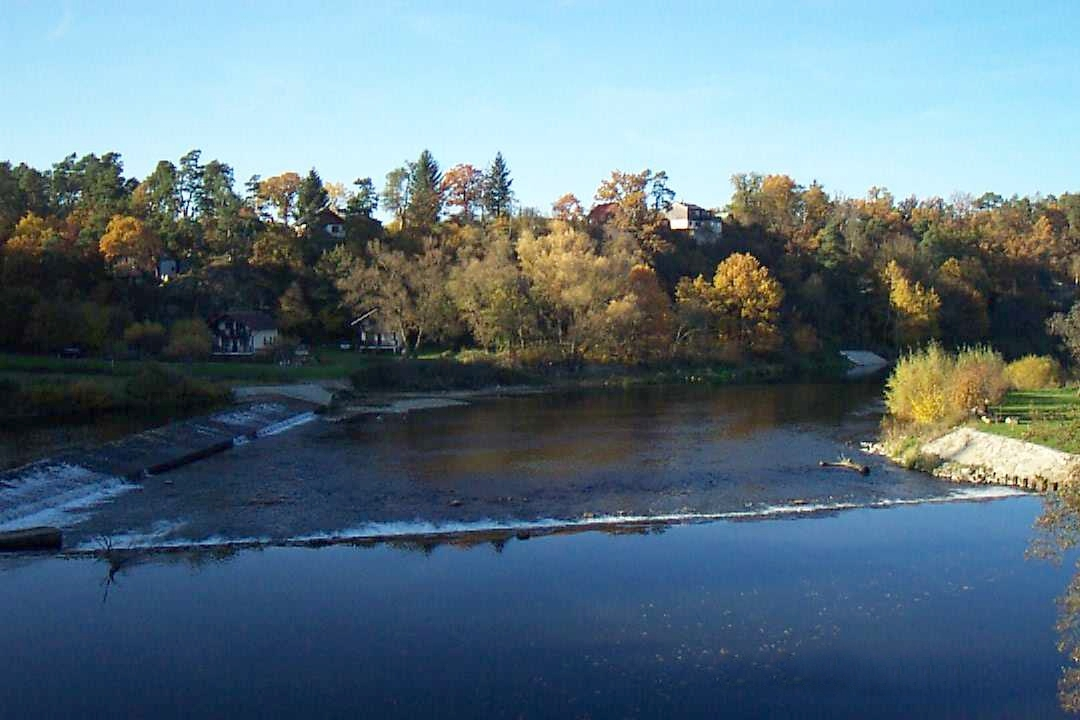

奧塔瓦河是捷克的河流，位於南波希米亞州，屬於伏爾塔瓦河的左支流，河道全長111.7公里，流域面積3,826.8平方公里，河畔城鎮有皮塞克、蘇希采和斯特拉科尼采。

## 外部連結
- Information at the Water Management Research Institute

49°26′25″N 14°11′37″E / 49.44028°N 14.19361°E